# برنامج العراق للأسلحة الكيماوية

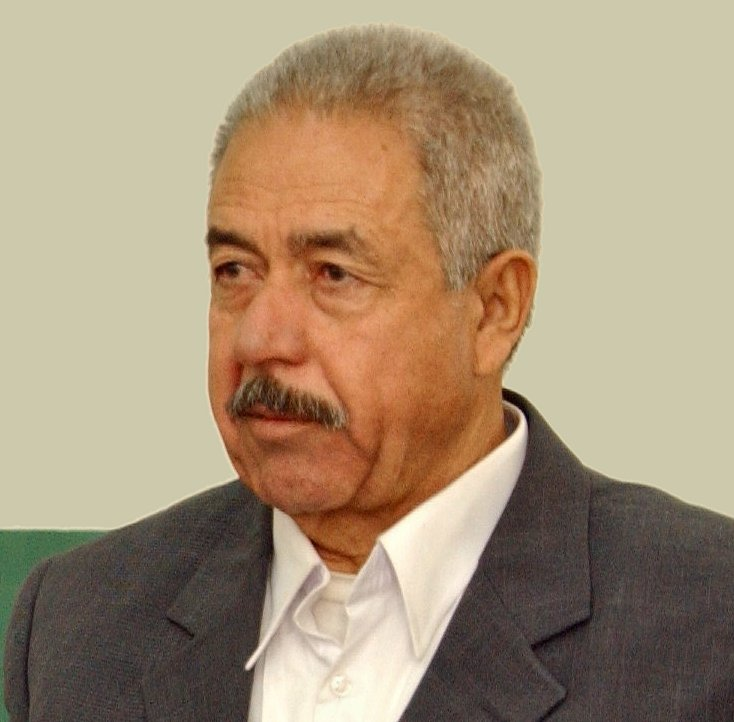

برنامج العراق للأسلحة الكيماوية هو برنامج عراقي مر عبر ثلاث مراحل رئيسية جرى في عهد الرئيس العراقي صدام حسين. وبعد أن واجه العراق نكسات تكتيكية خلال حربه مع إيران في الثمانينات، بدأت الصناعة العراقية بإنتاج الغاز المسيل للدموع، وغاز الخرذل، وأنواع عدة من غاز الأعصاب. ونجح الفنيون في وضع هذه المواد السامة في قنابل الطائرات وقذائف المدفعية والرؤوس الحربية للصواريخ وخزانات الرش في الطائرات المقاتلة. تم استخدام القصف المدفعي بقذائف مملوءة بالغاز عشرات المرات ضد اختراقات خطرة للقوات الإيرانية المتفوقة بالعدد والمسلحة تسليحاً خفيفاً، خاصة على الجبهة الجنوبية. عندما دخل مفتشو المفوضية الخاصة للأمم المتحدة (UNSCOM) إلى البلاد، بدؤوا بتفكيك وإتلاف العتاد والبنية التحتية والسلائف الكيميائية التي كانت تشكل الجزء الأكبر من برنامج الأسلحة الكيماوية التي كانت السلطات العراقية قد قدمت الكثير من التفاصيل عنه.

## المراحل
- المرحلة 1: يناير1981 to جون1983, بدأ العراق بعمل تجارب على الاسلحة الكيميائية.
- المرحلة 2: اغسطس1983 to ديسمبر1983, استخدمت الاسلحة الكيميائية بشكل محدود.
- المرحلة 3: فبراير1984 لنهاية الحرب العراقية الإيرانية, بدأ باستخدام الأسلحة الكيميائية على نطاق واسع.

## الاستخدام
في الحرب العراقية الإيرانية
- اغسطس1983: Haij Umran – غازل الخردل, اقل من 100 مصاب كردي/إيراني
- أكتوبر-نوفمبر 1983: Panjwin – غازل الخردل, 3,000 مصاب إيراني/كردي
- مارس-فبراير 1984: Majnoon Island – غازل الخردل, 2,500 مصاب إيراني
- مارس1984: al-Basrah – غاز التابون, 50–100 مصاب إيراني
- مارس1985: Hawizah Marsh – غاز الخردل وغاز التابون, 3,000 مصاب إيراني
- فبراير1986: الفاو – وغاز الخردل غاز التابون , 8,000 إلى 10,000 مصاب إيراني
- ديسمبر1986: Um ar-Rasas – غازل الخردل, 1,000s مصاب إيراني
- ابريل1987: al-Basrah – غازل الخردل وغاز التابون, 5,000 مصاب إيراني
- اكتوبر1987: Sumar/Mehran – غازل الخردل وغاز الأعصاب, 3,000 خسائر
- مارس 1988: حلبجة وكردستان – غازل الخردل وغاز الأعصاب, 1,000s كردي/خسائر
- ابريل1988: الفاو – غازل الخردل و غاز الأعصاب, 1,000s خسائر
- مايو1988: Fish Lake – غازل الخردل وغاز الأعصاب, 100s أو1,000s خسائر
- يونيو1988: Majnoon Island – غازل الخردل وغاز الأعصاب, 100s أو 1,000s خسائر
- يوليو1988: الحدود الجنوبية الوسطى – غازل الخردل وغاز الأعصاب, 100s أو1,000s خسائر

الاستخدام في حلبجة